# Postauto (Автобус швейцарской почты)

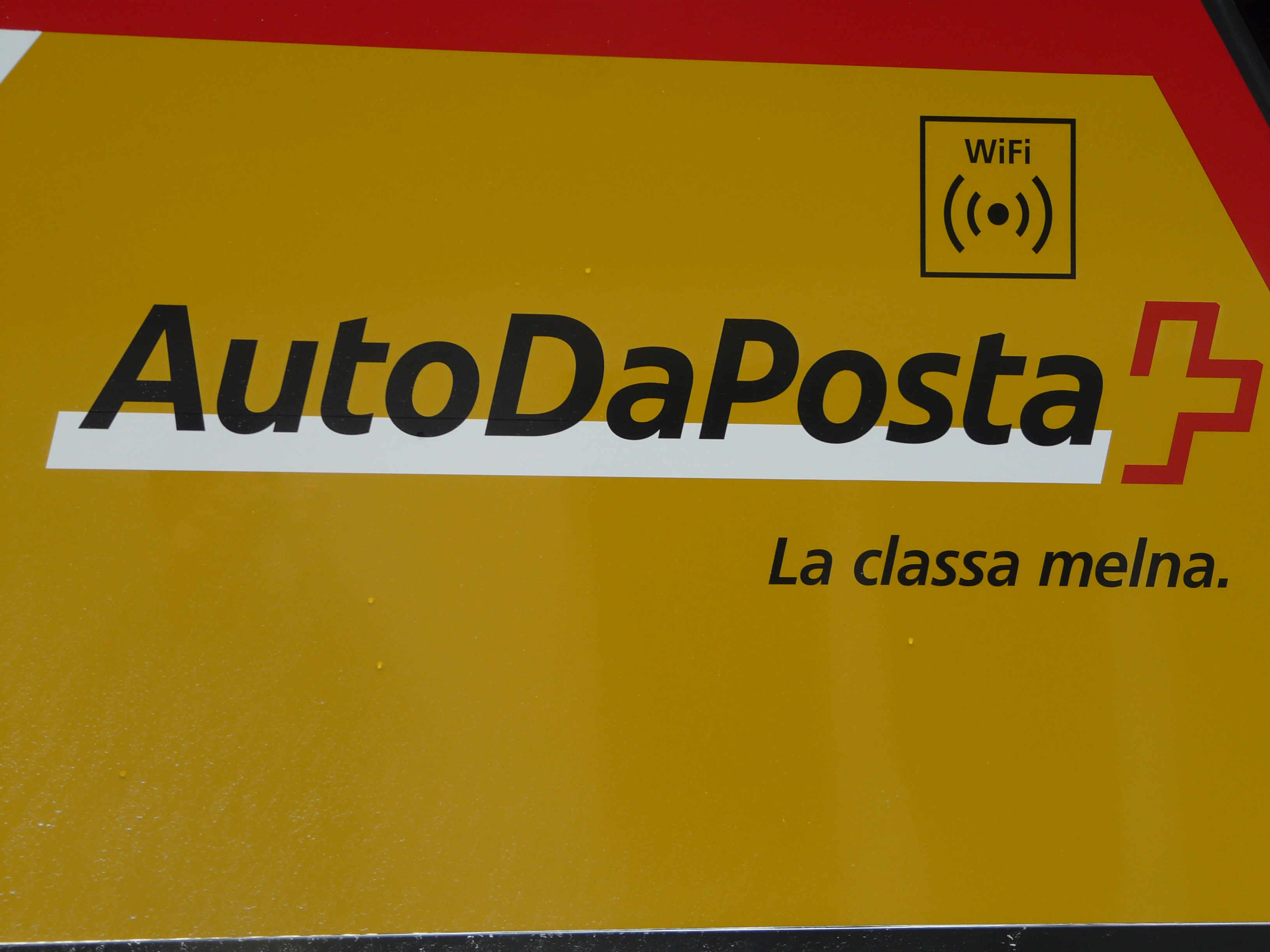
Postauto на ретороманском языке (AutoDaPosta)

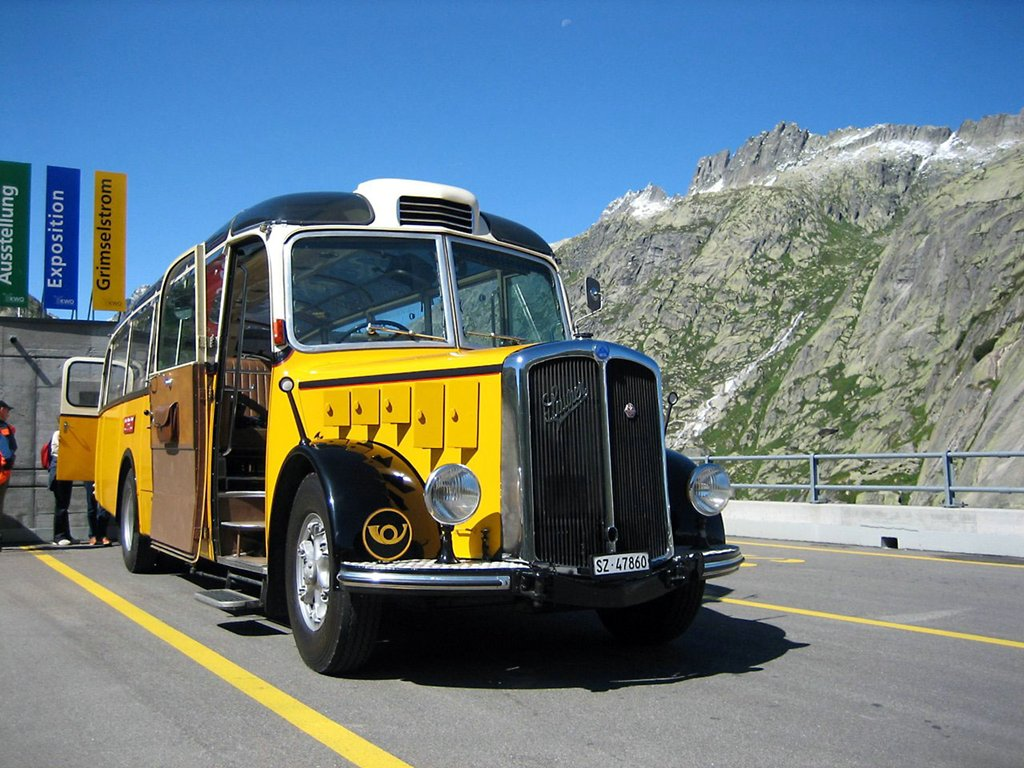
Исторический Postauto

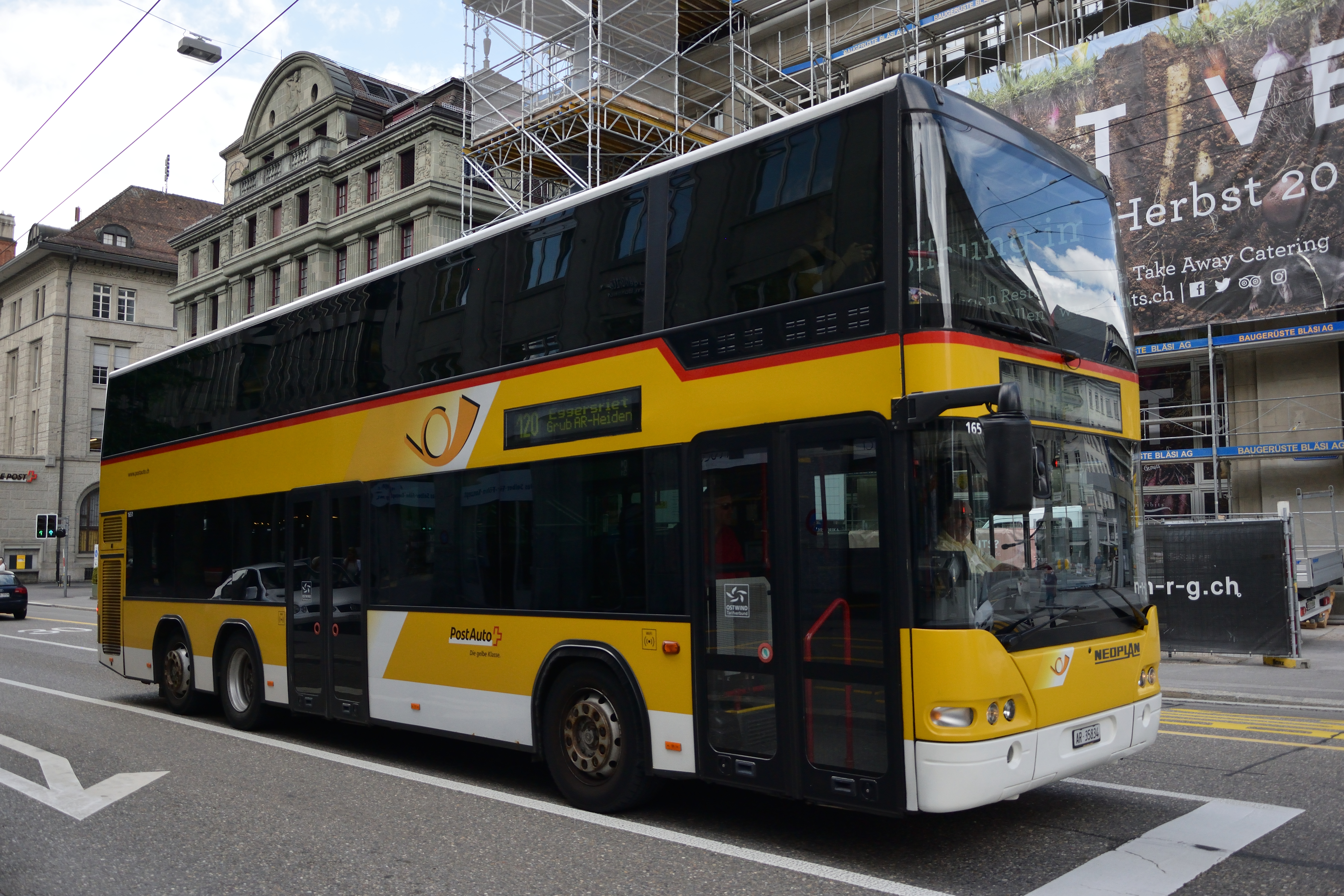
Двухэтажный автобус в Санкт-Галлене

Знак показывающий приоритет общественного транспорта и Postauto на горной дороге.

Postauto (Автобус швейцарской почты) — (нем. - Postauto), (ит. - Autopostale), (фр. - CarPostal), (ретром. - AutoDaPosta) это транспортная сеть, чаще междугородних перевозок на территории Швейцарии принадлежащая на сто процентов швейцарской почте. В 19-м веке была необходимость в совместной перевозке грузов и людей между городами. До двадцатого столетия этим занимались почтовые дилижансы. К концу 20-го века перевозки почты и людей разделили. 

## История
Первый почтовый автобус отправился из Берна в Детлиген 1 июня 1906 года . В 1919 году на Симплоне последовали путешествия через альпийские перевалы . Автобусы имели номерные знаки с примечанием «P» вместо обычной аббревиатуры кантона. Большинство отделений почт заключило транспортный контракт с частными автобусными компаниями, владельцами Postauto. Эта бизнес-политика сохраняется и сегодня. Большинство почтовых автобусов имели заднюю дверь , чтобы почтовые товары можно было легче загружать и выгружать. В основном это были швейцарские производители Saurer , Berna и FBW . Также были подобные автобусы от Mercedes и Volvo. В 1990-х годах их повсеместно заменили более современными автобусами от MAN, Mercedes, Scania и других

## Отличительные черты и оснащенность парка
Postauto отличается желтой окраской. Дизайн автобуса менялся на протяжении истории. В настоящее время он состоит из желтого кузова автомобиля, красной линии, проходящей по нижнему краю окна, белой крыши и большого стилизованного почтового рога на бортах.
Текст в дизайне автобусов отличается в разных частях Швейцарии в зависимости от языка кантона. Надписи продублированы на немецкий, французский, итальянский, ретороманский языки, а также на английском, в качестве международного языка. 
Чаще всего автобусы оборудованы электронной системой информирования (мониторы с последующими остановками и стыковочными рейсами), бесплатным WI-FI и кондиционером. Большинство имеют кнопки индивидуального открытия дверей. 
Чаще всего автобусы следуют с большим количеством остановок через маленькие деревни с одной узловой железнодорожной станции на другую.  

## Парк автобусов
Для достижения климатической нейтральности швейцарская почта намерена к 2040 году перевести весь парк Postauto на аккумуляторные автобусы (электробусы). Автопарк постоянно обновлялся и обновляется. Транспортные средства варьируются от микроавтобусов (например, Fiat Ducato , Mercedes Sprinter) до автобусов с низким полом (например, Mercedes Citaro, Solaris Urbino 12), междугородних автобусов (например, Volvo 8900, Setra 412UL) и двухэтажных рейсовых автобусов (Van Hool Astromega) MAN Lion City). В рамках проекта CHIC  пять почтовых автобусов на топливных элементах используются в Бругге, кантон Аргау, с декабря 2011 года. В Сионе, кантон Вале, два автономных электрических маршрутных автобуса от Navya работали с июня 2016 года по октябрь 2021 года на пробной основе. 

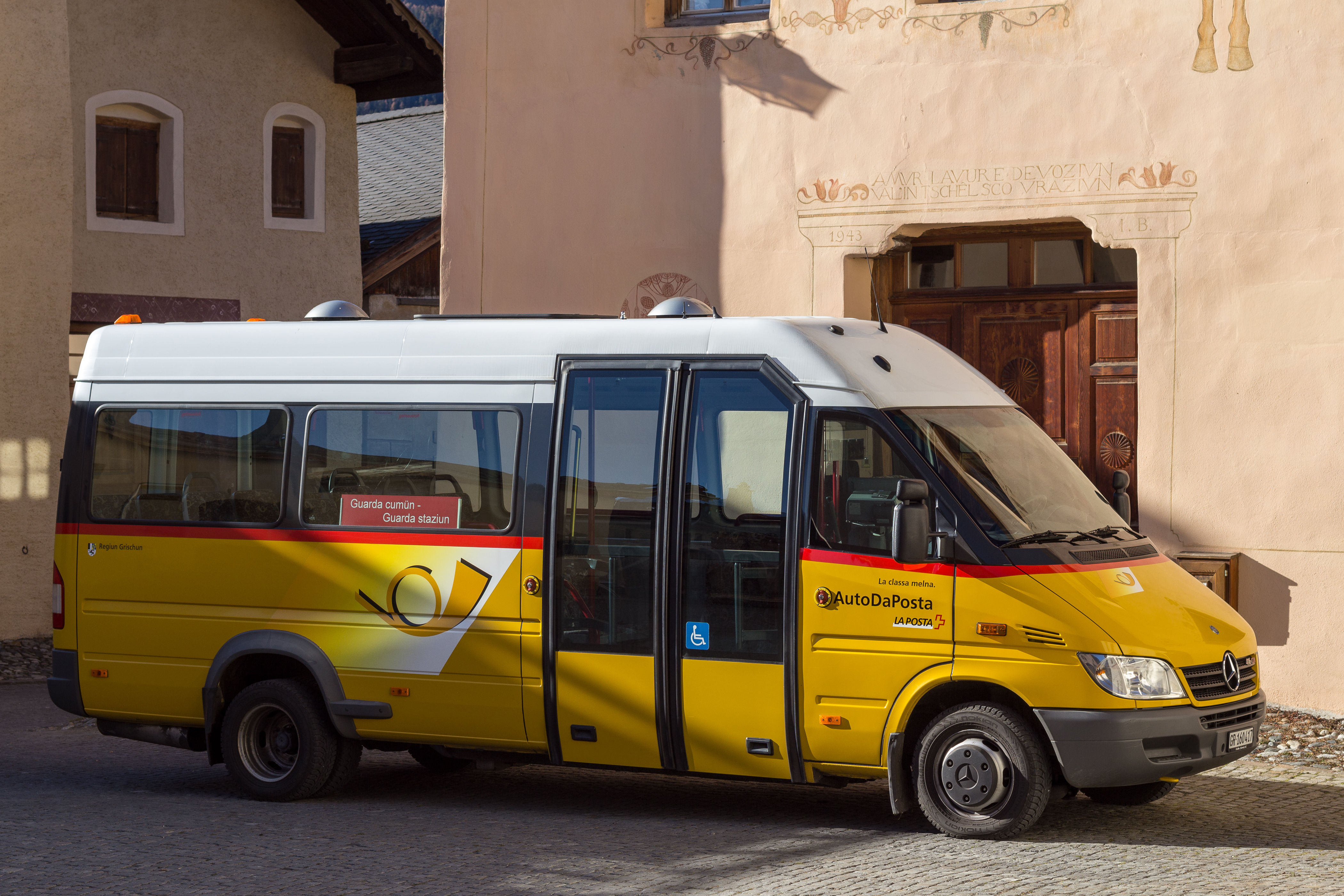
Mercedes-Benz

Postauto использовала множество автобусов швейцарского производства. Они поступили от FBW, Saurer и Berna после слияния FBW и Saurer в 1982 году от компании по производству коммерческих автомобилей Arbon & Wetzikon (NAW), позже NAW Nutzfahrzeuge AG, и до сих пор время от времени используются.
Автобусы также используются в чартерных перевозках; некоторые из них работают под названием PostCar и визуально отличаются от обычных служебных автомобилей тем, что на боковых стенках изображен почтовый вагон Gotthard , украшенный почтовым рожком.
PostAuto Schweiz AG закупает от 80 до 120 автомобилей в год.
В зависимости от региона на некоторых почтовых автобусных маршрутах в конце 1980-х и 1990-х годах все еще использовались трейлеры, которые также использовались для перевозки писем и посылок между более крупными деревнями.